# Финч, Флора
Флора Финч (англ. Flora Finch, 17 июня 1867 — 4 января 1940) — американская актриса британского происхождения.

## Биография
Родилась в Лондоне в театральной семье, и ещё будучи ребёнком была перевезена родителями в США. Последовав примеру родителей Финч также связала свою карьеру с театром, начав свои первые выступления в водевилях. В 1908 году началась её карьера в кино на студии «Biograph Company». В последующие десять лет Финч сыграла более чем в 200 немых короткометражках, где её коллегами по экрану были такие звёзды как Роско Арбакл, Мак Саннет и Чарли Чаплин.
Наибольшую популярность ей принесла работа на студии «Vitagraph Studios» в 1910—1915 годах, где в команде с актёром Джоном Банни она появилась в ряде комедийных фильмов. После его смерти в 1915 году её карьера начала постепенно затухать, а с началом эры звукового кино она стала довольствоваться только эпизодическими ролями. Последний раз на большом экране она появилась в 1939 году в фильме «Женщины», исполнив роль телеграфистки.
В конце того же года Финч попала в больницу со стрептококковой инфекцией, в результате которой развилась бронхиальной пневмония и актриса впала в кому. 4 января 1940 года в возрасте 72 лет Флора Финч скончалась от заражения крови. Известно, что актриса была замужем за Гарольдом Марчем, но по-видимому детей у них не было.

## Фильмография
- 1912 — Исцеление игрока в покер
- 1913 — Вампир пустыни
- 1927 — Кот и канарейка